# Toea Wisil
Toea Wisil (* 1. Januar 1988 in Banz) ist eine ehemalige Leichtathletin aus Papua-Neuguinea, die sich auf den Sprint spezialisiert hat und aktuell Inhaberin der Landesrekorde über 100-, 200- und 400 Meter ist. Mit 16 Goldmedaillen bei Ozeanienmeisterschaften sowie Pazifikspielen ist sie die erfolgreichste Leichtathletin ihres Landes sowie eine der erfolgreichsten im pazifischen Raum.

## Sportliche Laufbahn
Erste Erfahrungen bei internationalen Meisterschaften sammelte Toea Wisil im Jahr 2004, als sie bei den Jugendozeanienmeisterschaften in Townsville in 25,91 s die Silbermedaille im 200-Meter-Lauf gewann und sich auch über 400 Meter in 58,82 s die Silbermedaille sicherte. Im Jahr darauf gewann sie bei den Melanesischen Meisterschaften in Sae jeweils die Silbermedaille über 100, 200 und 400 Meter und siegte in der 4-mal-100- und 4-mal-400-Meter-Staffel. Anschließend schied sie bei den Jugendweltmeisterschaften in Marrakesch mit 25,04 s und 57,55 s jeweils in der ersten Runde über 200 und 400 Meter aus und anschließend gewann sie bei den Mini-Südpazifikspielen in Koror in 12,43 s die Bronzemedaille im 100-Meter-Lauf sowie in 25,65 s auch über 200 Meter. Zudem gewann sie in 57,91 s die Silbermedaille im 400-Meter-Lauf und siegte in 3:58,97 min in der 4-mal-400-Meter-Staffel und sicherte sich in der 4-mal-100-Meter-Staffel in 49,61 s die Silbermedaille hinter dem Team aus Fidschi. 2006 schied sie bei den Commonwealth Games in Melbourne mit 56,72 s im Vorlauf über 400 Meter aus und belegte mit der 4-mal-400-Meter-Staffel mit neuem Landesrekord von 3:47,88 min den fünften Platz. Anschließend schied sie bei den Juniorenweltmeisterschaften in Peking mit 12,17 s in der Vorrunde über 100 Meter aus und verpasste mit der 4-mal-100-Meter-Staffel mit 48,40 s den Finaleinzug. Daraufhin gewann sie bei den Ozeanienmeisterschaften in Apia in 12,03 s die Silbermedaille über 100 Meter hinter ihrer Landsfrau Mae Koime und sicherte sich über 200 Meter in 24,53 s die Bronzemedaille, wie auch über 400 Meter in 57,26 s. Zudem siegte sie in 48,30 s in der 4-mal-100-Meter-Staffel. Im Jahr darauf gewann sie bei den Melanesischen Meisterschaften in Cairns die Silbermedaille über 100 Meter sowie die Bronzemedaille über 200 Meter und siegte mit der 4-mal-400-Meter-Staffel. Anschließend gewann sie bei den Pazifikspielen in Apia in 12,00 s die Bronzemedaille über 100 Meter hinter Makelesi Bulikiobo-Batimala von den Fidschi-Inseln und ihrer Landsfrau Mae Koime, wie auch über 200 Meter in 24,34 s. Zudem gewann sie über 400 Meter in 55,15 s die Silbermedaille hinter Bulikiobo und siegte in beiden Staffelbewerben. 2008 gewann sie bei den Ozeanienmeisterschaften in Saipan in 11,94 s und 24,45 s jeweils die Silbermedaille über 100 und 200 Meter und siegte in 47,27 s in der 4-mall-100-Meter-Staffel.
2009 siegte sie in 11,80 s über 100 Meter bei den Melanesischen Meisterschaften im australischen Gold Coast und gewann über 200 Meter in 24,64 s die Silbermedaille. Im Jahr darauf siegte sie in 11,85 s und 23,63 s über 100 und 200 Meter bei den Ozeanienmeisterschaften in Cairns und belegte in 55,87 s den vierten Platz über 400 Meter. Zudem siegte sie in 46,86 s in der 4-mal-100-Meter-Staffel. Anschließend belegte sie bei den Commonwealth Games in Neu-Delhi in 11,52 s den vierten Platz über 100 Meter und gelangte mit 23,84 s auf Rang sieben über 200 Meter. Zudem verpasste sie mit der 4-mal-400-Meter-Staffel mit 3:40,40 min den Finaleinzug. 2011 siegte sie bei den Pazifikspielen in Nouméa in 11,96 s und 24,61 s über 100 und 200 Meter sowie in 54,94 s auch über 400 Meter sowie in beiden Staffelbewerben. Im Jahr darauf nahm sie über 100 Meter an den Olympischen Sommerspielen in London teil und schied dort mit 11,27 s in der ersten Runde aus. 2013 siegte sie in 11,90 s und 24,45 s über 100 und 200 Meter bei den Ozeanienmeisterschaften in Papeete und schied anschließend bei den Weltmeisterschaften in Moskau über beide Distanzen mit 11,61 s bzw. 24,23 s in der ersten Runde aus. Daraufhin siegte sie bei den Mini-Pazifikspielen in Mata Utu in 11,68 s und 24,12 s über 100 und 200 Meter und sicherte sich in 57,58 s die Silbermedaille über 400 Meter. Zudem gewann sie in beiden Staffelbewerben die Goldmedaille. Im Jahr darauf siegte sie in 11,57 s über 100 Meter bei den Ozeanienmeisterschaften in Rarotonga und ging im Finale über 200 Meter nicht mehr an den Start. Zudem siegte sie in 47,88 s auch in der 4-mal-100-Meter-Staffel. Anschließend schied sie bei den Commonwealth Games in Glasgow mit 11,44 s und 24,48 s jeweils im Halbfinale über 100 und 200 Meter aus und verpasste mit der 4-mal-400-Meter-Staffel mit 3:46,26 min den Finaleinzug.
2015 siegte sie in 11,41 s und 23,71 s über 100 und 200 Meter bei den Ozeanienmeisterschaften in Cairns und kam über 400 Meter nicht ins Ziel. Zudem siegte sie in 46,75 s und 3:52,82 min in beiden Staffelbewerben. Anschließend siegte sie bei den Pazifikspielen in Port Moresby in 11,86 s und 24,05 s über 100 und 200 Meter sowie in 54,17 s auch im 400-Meter-Lauf. Zudem siegte sie in 3:45,13 min in der 4-mal-400-Meter-Staffel und sicherte sich in der 4-mal-100-Meter-Staffel in 46,27 s die Silbermedaille hinter dem Team von den Fidschi-Inseln. 2016 siegte sie in 11,44 s über 100 Meter bei den Melanesischen Meisterschaften in Suva und nahm anschließend über diese Distanz an den Olympischen Sommerspielen in Rio de Janeiro teil, bei denen sie mit 11,48 s in der ersten Runde ausschied. Im Jahr darauf siegte in 11,63 s und 23,24 s bei den Ozeanienmeisterschaften in Suva über 100 und 200 Meter, ehe sie bei den Weltmeisterschaften in London mit 11,41 s und 23,93 s jeweils in der ersten Runde aus. Daraufhin siegte sie in 12,00 s über 100 Meter bei den Mini-Pazifikspielen in Port Vila und gewann zudem in 25,13 s die Silbermedaille über 200 Meter hinter Patricia Taea von den Cookinseln. 2019 belegte sie bei den Ozeanienmeisterschaften in Townsville in 11,99 s den vierten Platz über 100 Meter, wie auch über 400 Meter in 55,71 s. Zudem gewann sie mit der 4-mal-100-Meter-Staffel in 47,08 s die Bronzemedaille hinter den Teams aus Australien und Neuseeland. Anschließend siegte sie in 11,56 s und 23,45 s über 100 und 200 Meter bei den Pazifikspielen in Apia und gewann auch über 400 Meter in 53,91 s die Goldmedaille. Zudem siegte sie in 3:44,86 min in der 4-mal-100-Meter-Staffel und gewann mit der 4-mal-100-Meter-Staffel in 45,96 s die Silbermedaille hinter dem Team aus Fidschi. 2022 belegte sie bei den Ozeanienmeisterschaften in Mackay in 11,97 s den fünften Platz über 100 Meter und anschließend siegte sie in 11,98 s und 24,23 s über 100 und 200 Meter sowie in 45,85 min und 3:52,76 min in beiden Staffelbewerben bei den Mini-Pazifikspielen in Saipan. Daraufhin kam sie bei den Commonwealth Games in Birmingham mit 11,79 s nicht über den Vorlauf über 100 Meter hinaus und schied über 200 Meter mit 24,43 s im Halbfinale aus. Zudem verpasste sie mit der 4-mal-100-Meter-Staffel mit 45,38 s den Finaleinzug.
In den Jahren 2019 und 2020 wurde Wisil papua-neuguineische Meisterin im 100-Meter-Lauf.

## Persönliche Bestzeiten
- 100 Meter: 11,29 s (+1,9 m/s), 9. Juli 2016 in Suva (Landesrekord)
- 200 Meter: 23,13 s (+1,5 m/s), 12. März 2017 in Canberra (Landesrekord)
- 400 Meter: 53,19 s, 14. August 2010 in Gold Coast (Landesrekord)